# ساماسي أبو
ساماسي أبو (بالفرنسية: Samassi Abou)‏ (4 أبريل 1973 في غاغنوا) لاعب كرة قدم عاجي معتزل كان يجيد اللعب في مركز المهاجم .
بدأ أبو مسيرته الرياضية في نادي مارتيغ الفرنسي ثم انتقل إلى نادي ليون . في أكتوبر 1997 بعدما قضى فترة إعارة في نادي كان انتقل إلى الملاعب الإنجليزية حيث انضم إلى نادي وست هام يونايتد مقابل 250 ألف جنيه إسترليني . خلال 31 مباراة استطاع تسجيل 6 أهداف ولكنه تمت إعارته إلى أندية إيبسويتش تاون ، والسول، تروا ، وكيلمارنوك . عاد إلى الملاعب الفرنسية حيث انضم إلى نادي أجاكسيو ثم إلى لوريان حيث اعتزل نهائيا كرة القدم سنة 2003 .

## روابط خارجية
- ساماسي أبو على موقع رابطة كرة القدم الفرنسية للمحترفين (الإنجليزية)
- ساماسي أبو على موقع قاعدة بيانات كرة القدم.إي يو (الإنجليزية)
- ساماسي أبو على موقع ليكيب (الفرنسية)
- ساماسي أبو على موقع Soccerbase.com (لاعب) (الإنجليزية)
- ساماسي أبو على موقع عالم كرة القدم.نت (الإنجليزية)